# Guiseniers
Guiseniers es una localidad y comuna francesa situada en la región de Alta Normandía, departamento de Eure, en el distrito de Les Andelys y cantón de Les Andelys.

## Demografía
| 626 | 637 | 604 | 548 | 466 | 485 | 450 | 424 | 420 | 395 | 397 | 395 | 407 | 399 | 380 | 360 | 358 | 374 | 348 | 350 | 291 | 313 | 361 | 349 | 361 | 366 | 325 | 289 | 237 | 291 | 388 | 382 | 418 |
| Para los censos de 1962 a 1999 la población legal corresponde a la población sin duplicidades (Fuente: INSEE [Consultar]) |     |     |     |     |     |     |     |     |     |     |     |     |     |     |     |     |     |     |     |     |     |     |     |     |     |     |     |     |     |     |     |     |

Gráfico de evolución demográfica de la comuna desde 1793 hasta 2006

## Administración

### Composición del ayuntamiento (marzo de 2008)
- Alcalde: 
  - Patrick Lemullier
- Adjuntos:
  - Joël Baillarger
  - Chantal Hergle
- Consejeros:
  - François Canesson
  - Philippe Fleury
  - Jérôme Hamot
  - Joël Memin
  - Rachel Meslage
  - Catherine Mottay
  - Joëlle Noël
  - Christelle Waro

### Entidades intercomunales
Guiseniers está integrada en la Communauté de communes des Andelys et de ses environs , en la que tiene dos delegados. Además forma parte de diversos sindicatos intercomunales para la prestación de diversos servicios públicos:
- Syndicat des eaux du Vexin normand (S.E.V.N.) .
- Syndicat de l'électricité et du gaz de l'Eure (SIEGE) .

### Riesgos
La prefectura del departamento de Eure incluye la comuna en la previsión de riesgos mayores  por:
- Presencia de cavidades subterráneas.
- Riesgos derivados de actividades industriales.

## Lugares y monumentos
- Iglesia, inscrita  en el catálogo de monumentos históricos en 1954.
- Granja junto a la iglesia, también inscrita  en el catálogo de monumentos históricos en 1954.
- En La Bucaille quedan restos de un castillo de los siglos XI y XII .